# فخر الدين دورك
فخر الدين دورك (بالتركية: Fahrettin Durak)‏ هو لاعب كرة قدم تركي في مركز الوسط، ولد في 18 يوليو 1966 في ميتروفيتسا في كوسوفو. شارك مع منتخب يوغوسلافيا تحت 21 سنة لكرة القدم. أما مع النوادي، فقد لعب مع بورصة سبور وتنس بوروسيا برلين وراد بيوغراد وغلطة سراي ونادي أونترهاخينغ ونادي بريشتينا.

## وصلات خارجية
- فخر الدين دورك على موقع اتحاد تركيا (لاعب) (الإنجليزية)